# Небденіц
Небденіц (нім. Nöbdenitz) — громада в Німеччині, розташована в землі Тюрингія. Входить до складу району Альтенбургер-Ланд. Складова частина об'єднання громад Оберес-Шпроттенталь.
Площа — 10,01 км2. Населення становить Невірний параметр metadata 16 077 037 ос. (станом на 31 грудня 2021).

## Галерея

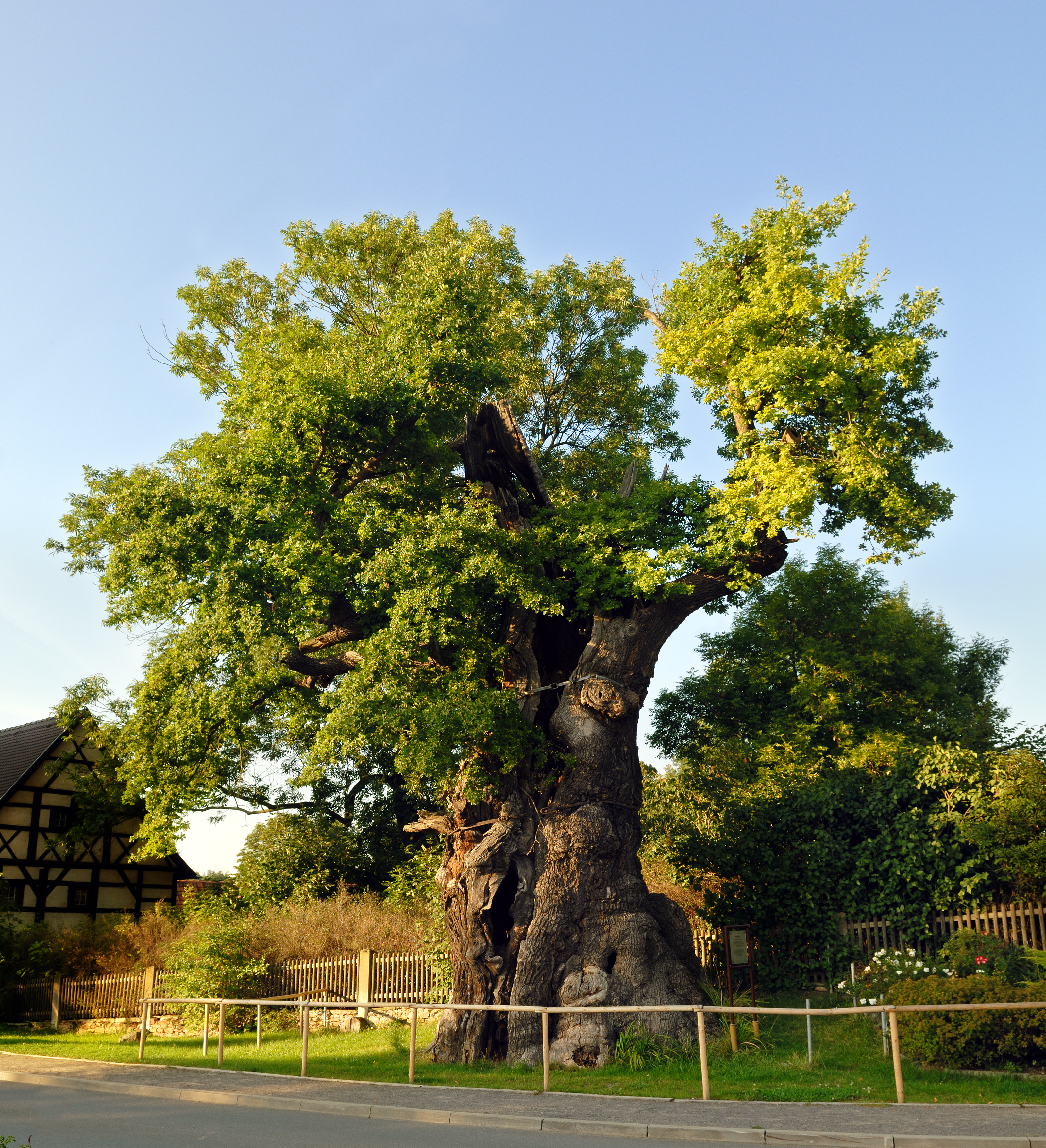
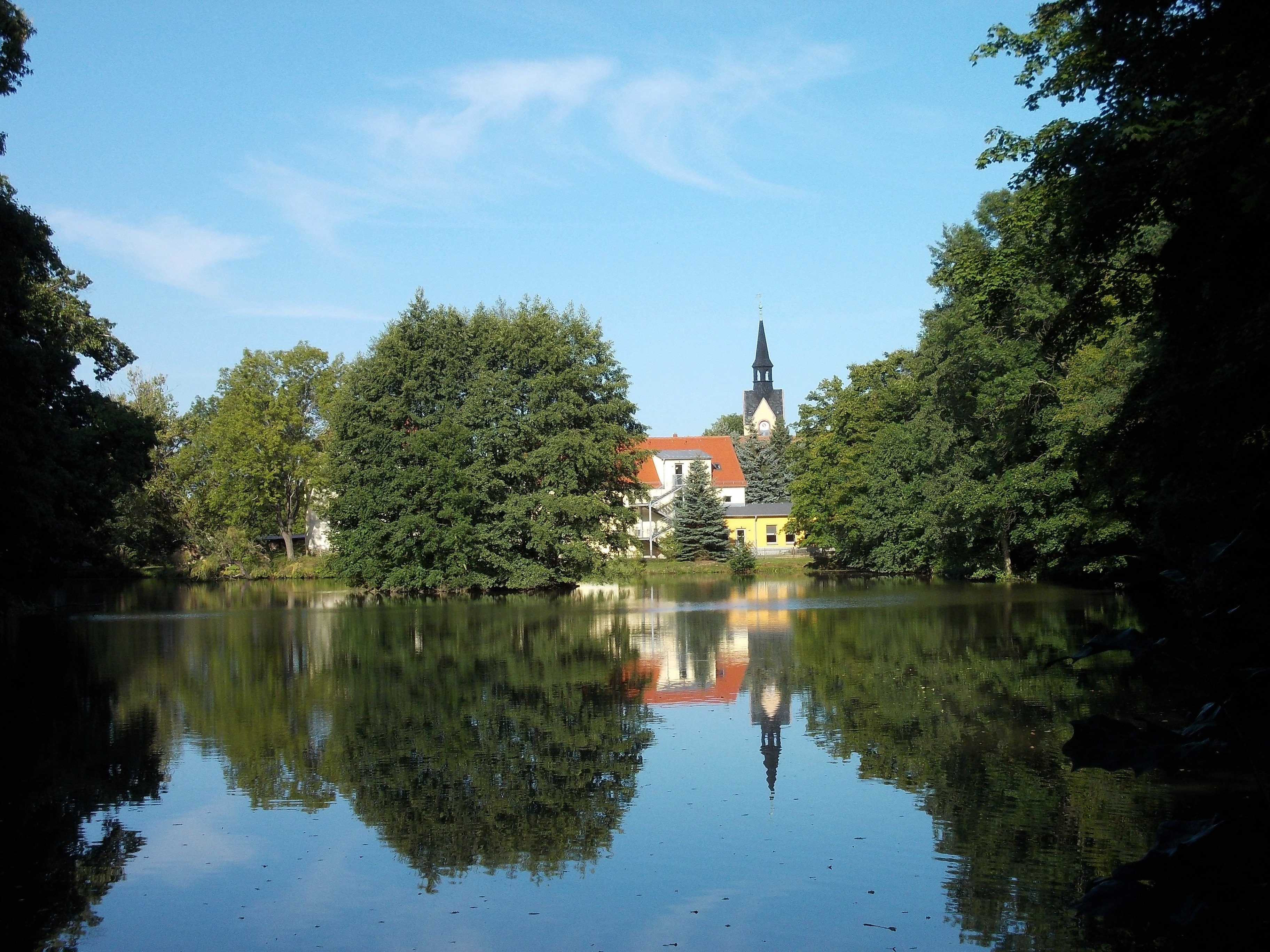